# Dorstenia bahiensis
Dorstenia bahiensis là một loài thực vật có hoa trong họ Moraceae. Loài này được Klotzsch ex Fisch. & C.A.Mey. mô tả khoa học đầu tiên năm 1846.